# Pirga
Pirga es un género de lepidóptero de la familia Erebidae.

## Especies
Este género contienen las siguientes especies:
- Pirga bipuncta
- Pirga cryptogena
- Pirga loveni
- Pirga magna
- Pirga mirabilis
- Pirga mnemosyne
- Pirga pellucida
- Pirga transvalensis
- Pirga ubangiana
- Pirga weisei